# Eldøyane
Eldøyane est une île norvégienne du comté de Hordaland appartenant administrativement à Stord.

## Description
Rocheuse et désertique, elle s'étend sur environ 1,269 km de longueur pour une largeur approximative de 614 m. 
Elle est intégralement industrialisée. Reliée à la ville de Leirvik, elle a été progressivement aplatie et agrandie par la bonification des terres. Cela en fait désormais une péninsule plus qu'une île à proprement dite, s'avançant dans le Hardangerfjorden. 
Eldøyane est le siège de l'entreprise Aker Stord.